# 금단비 (배우)
금단비(본명: 이진아, 1982년 4월 16일 ~ )는 대한민국의 배우이다.

## 학력
- 동덕여자대학교 방송연예학과 학사

## 연기 활동

### 드라마
- 2000년 KBS 청소년드라마 《학교 3》
- 2006년 SBS 주말극장 《하늘이시여》 ... 박문옥 역
- 2007년 MBC 일일연속극 《아현동 마님》 ... 김혜나 역
- 2010년 SBS 드라마스페셜 《산부인과》 ... 민수영 역
- 2011년 SBS 월화드라마 《무사 백동수》 ... 정순왕후 역
- 2012년 OCN TV시리즈 《히어로》 ... 김나라 역
- 2012년 인도네시아 Indosiar 《사랑해, I Love you...》
- 2014년 MBC 일일 특별기획 《압구정 백야》 ... 김효경 역
- 2015년 SBS 심야드라마 《심야식당》 ... 여자팬 역

### 영화
- 2011년 《너는 펫》 ... 인터뷰 유명인사 역
- 2017년 《역모: 반란의 시대》 ... 대비 역

## 홍보대사
- 2015년 제15회 광주국제영화제 홍보대사

## 수상
- 2002년 미스코리아 갤러리아
- 2002년 미스코리아 서울 미(美)
- 2002년 미스 어스 민속 의상상, 디스커버리상